# Quận Douglas, Georgia
Quận Douglas là một quận nằm ở tiểu bang Georgia, Hoa Kỳ Đến thời điểm năm 2000, dân số quận này là 92.174 người. Các điều tra dân số năm 2007 ước tính dân số quận 124.495 người. Quận lỵ đóng ở Douglasville.6
Quận Douglas County thuộc khu vực thống kê đô thị Georgia Atlanta-Sandy Springs-Marietta.